# Serra de Biure
La Serra de Biure és una serra situada al municipi de Sagàs a la comarca del Berguedà, amb una elevació màxima de 645 metres.

## Referències

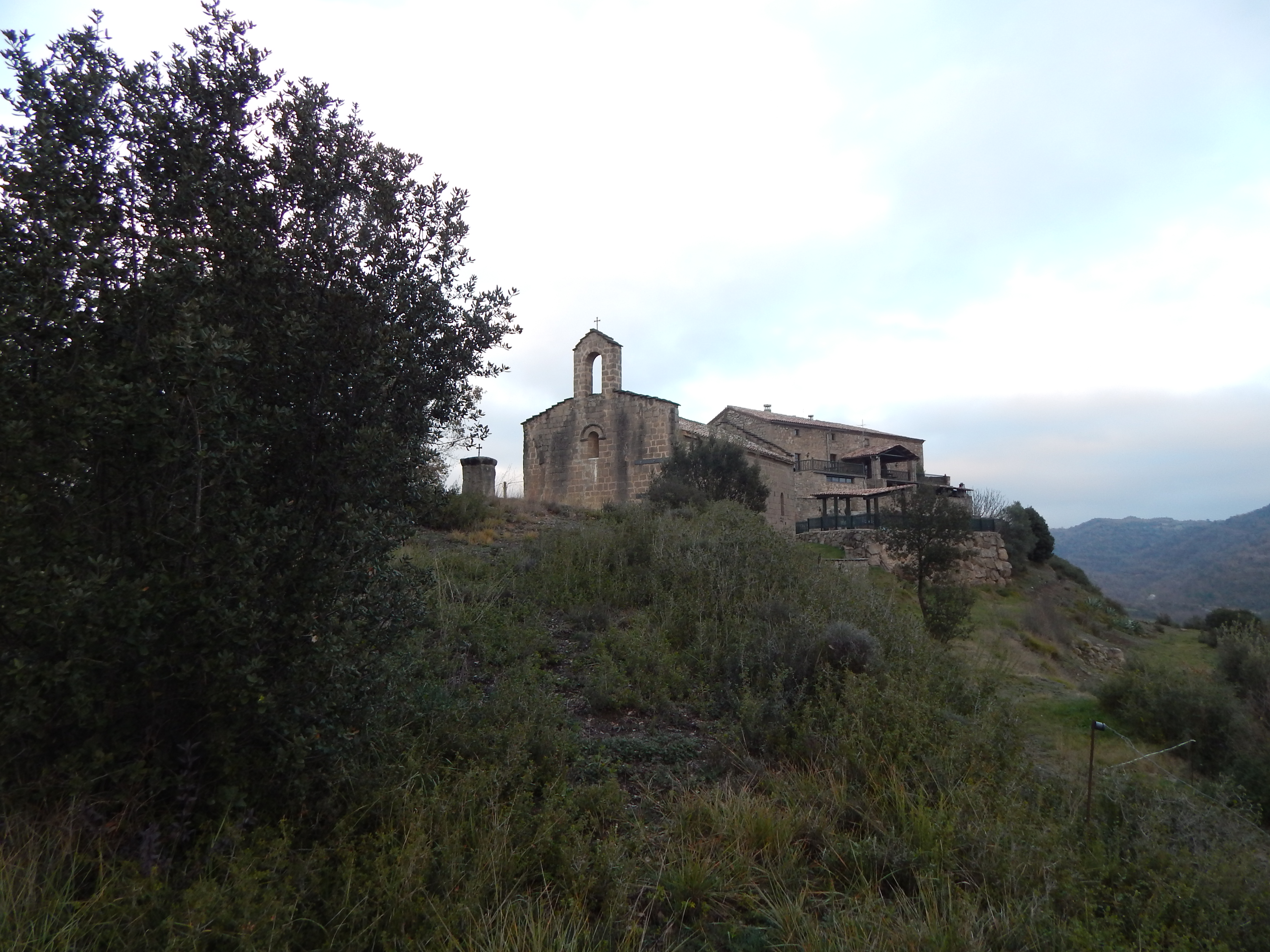
Sant Martí de Biure i la Sala de Biure